# چیریاکو سامیت (کالیفرنیا)
چیریاکو سامیت (به انگلیسی: Chiriaco Summit) یک منطقهٔ مسکونی در ایالات متحده آمریکا است که در شهرستان ریورساید، کالیفرنیا واقع شده‌است.